# Turn on Your Radio
Turn on Your Radio è il sesto album in studio del gruppo musicale italo-statunitense Change, pubblicato nel 1985.

## Tracce
1. Turn on Your Radio – 5:15
2. Let's Go Together – 6:06
3. Examination – 5:34
4. You'll Always Be Part of Me – 5:25
5. Oh What A Feeling – 5:42
6. Mutual Attraction – 6:00
7. Love the Way You Love Me – 5:39
8. If You Want my Love – 5:24

## Classifiche
| Classifiche (1985)        | Posizione massima |
| ------------------------- | ----------------- |
| Regno Unito               | 34                |
| Stati Uniti (R&B/hip-hop) | 64                |